# ليه ليلا
ليه ليلا هي بلدة فرنسة تقع شمال شرق مدينة باريس حيث تبعد عن مركز مدينة باريس حوالي 5.7 كم.